# Calendari shaka

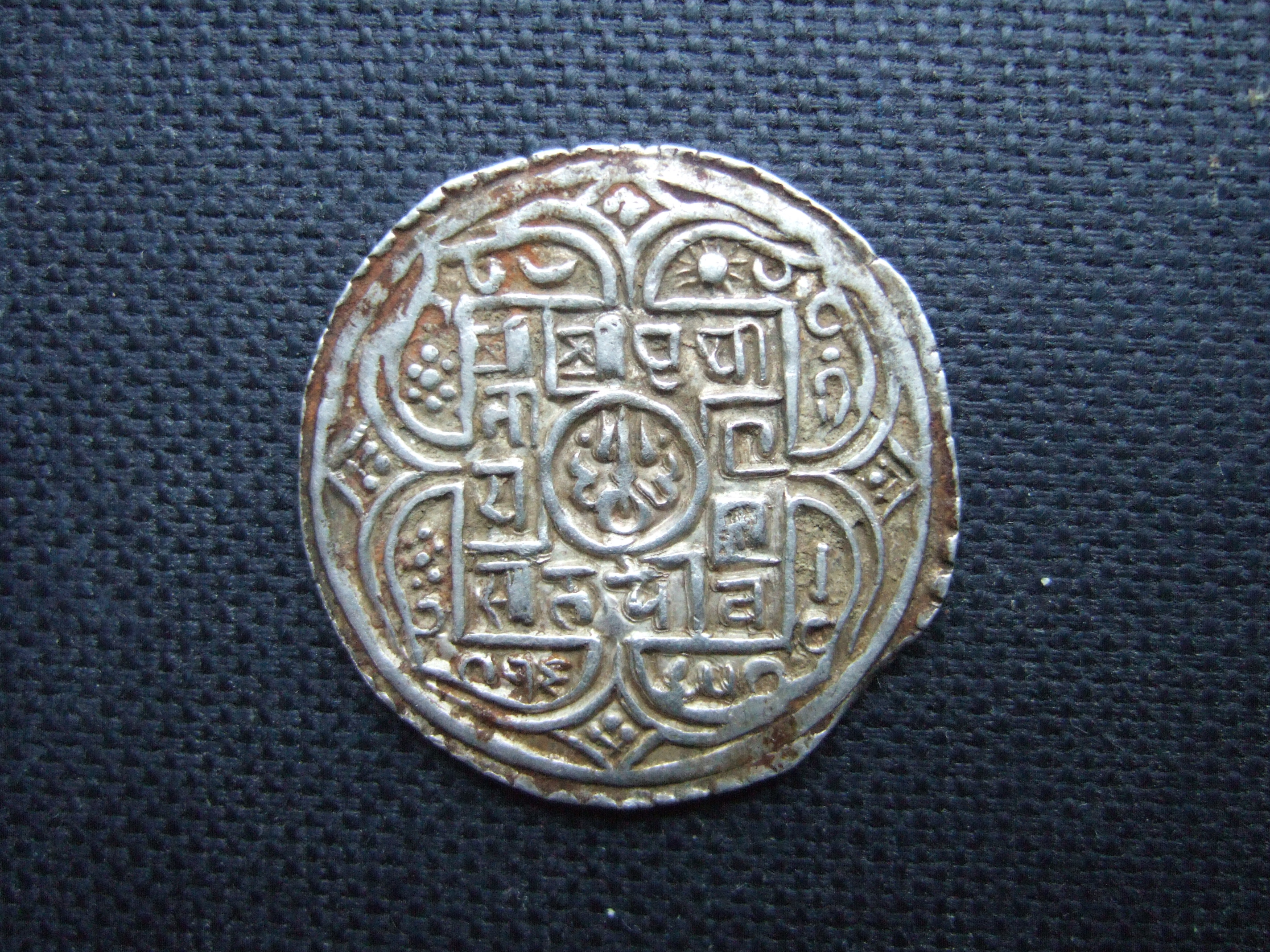
Mohar of Gorkha (últim rei del Nepal) datat del 1685 de l'edat Shaka (1763 CE).

El calendari Shaka (o calendari Śaka, o calendari nacional hindú) és un calendari solar que és utilitzat, a més a més del calendari gregorià a les comunicacions oficials del Govern de l'Índia, a més a més de molts mitjans de comunicacions indis. És el calendari oficial del país que es va introduir al 1957 reformulant el Shaka samvat per tal d'unificar calendaris diferents que existien en el nou estat. Aquest calendari, a més amés, també és reconegut per les comunitats hindús de Bangladesh, Indoxina, Indonèsia, Nepal i Filipines. L'equinocci de primavera, a finals del mes de març del calendari gregorià marca l'inici de l'any del calendari Shaka, que té un total de dotze mesos llunars que s'inicien amb la lluna nova. Per tal de corregir el decalatge entre el cicle solar i el lunar, que és més cur, afegeixen un mes (mes adhik) més o menys cada dos anys i mig. La setmana es fa seguint el model planetari regular de les llengües europees. Segons el calendari, l'any zero de l'era Shaka comença el 22 de març de l'any 78 del calendari gregoria prolèptic.

## Estructura del calendari
L'estructura del calendari segueix els signes del zodíac tropical més que el zodíac sidereal, que és el més utilitzat en els calendaris hindus i budistes.
| #  | Nom (Sanskrit) | Length  | Data d'inici (Gregorià) | zodíac tropical (Llatí) | zodíac tropical (Sanskrit) |
| -- | -------------- | ------- | ----------------------- | ----------------------- | -------------------------- |
| 1  | Chaitra        | 30      | 21–22 de Març           | Àries                   | Meṣa                       |
| 2  | Vaisakha       | 31      | 20–21 d'Abril           | Toro                    | Vṛśabha                    |
| 3  | Jyeshtha       | 31      | 21–22 de Maig           | Bessons                 | Mithuna                    |
| 4  | Ashadha        | 32      | 21–22 de Juny           | Cranc                   | Karkaṭa / Karka            |
| 5  | Shraavana      | 31      | 23–24 de Juliol         | Lleó                    | Siṃha                      |
| 6  | Bhadrapada     | 31      | 23–24 d'Agost           | Verge                   | Kanyā                      |
| 7  | Ashvina        | 30      | 23–24 de Setembre       | Balança                 | Tulā                       |
| 8  | Kārtika        | 30      | 23–24 d'Octubre         | Escorpió                | Vṛiścik‌‌‌a                   |
| 9  | Agrahayana     | 30      | 22–23 de Novembre       | Sagitari                | Dhanur                     |
| 10 | Pausha         | 29 (30) | 22–23 de Desembre       | Capricorn               | Makara                     |
| 11 | Magha          | 30      | 20–21 de Gener          | Aquari                  | Kumbha                     |
| 12 | Phalguna       | 30      | 19–20 de Febrer         | Peixos                  | Mīna                       |
Pausha és el desè mes del calendari i comença en el solstici de desembre, similar al Dey, el desè més del calendari persa. El Pausha té 29 dies i comença el 22 de desembre, excepte els anys de traspàs, en què té 30 dies. Els mesos de la primera meitat de l'any tenen 31 dies, excepte Ashadha, que té 32 dies per tal de seguir el moviment més lent del sol en aquesta època.
Els noms dels mesos deriven del calendari hindú, tot i que hi ha algunes variacions que possibiliten alguna confusió.
Els noms dels dies de la setmana deriven dels set planetes a ull nu. El primer dia de la setmana es diu Ravivāra (diumenge).
| Ordinal número | Sanskrit dia de la setmana | Sanskrit planeta | Imatge icònica | Català planeta | Català dia de la setmana |
| -------------- | -------------------------- | ---------------- | -------------- | -------------- | ------------------------ |
| 1              | Ravivāra[a]                | Ravi             |                | Sol            | Diumenge                 |
| 2              | Somavāra                   | Soma             |                | Lluna          | Dilluns                  |
| 3              | Maṅgalavāra                | Maṅgala          |                | Mart           | Dimarts                  |
| 4              | Budhavāra                  | Budha            |                | Mercuri        | Dimecres                 |
| 5              | Bṛhaspativāra[b]           | Bṛhaspati        |                | Júpiter        | Dijous                   |
| 6              | Śukravāra                  | Śukra            |                | Venus          | Divendres                |
| 7              | Śanivāra                   | Śani             |                | Saturn         | Dissabte                 |
Els anys comptabilitzats a l'era Shaka comencen a l'any 0, que correspon a l'any 78 de l'era comuna. Per a determinar els anys de traspàs, cal afegir 78 a cada any Shaka, si el resultat és un any de traspàs en el calendari gregoria, també ho serà al calendarai Shaka.

## Història

### Període Shaka
L'origen de l'era Shaka és molt controvertit. Segons alguns acadèmics, l'Era Shaka s'inicià quan va pujar al poder el rei Indo-Escita Chashtana el 78 d.C. També hi ha qui argumenta que l'inici de l'era Shaka correspon a l'ascensió del rei Kanixka I el mateix any. Tot i això, l'última recerca de Henry Falk indica que aquest rei va ascendir al tron l'any 127. A més a més, Kanixka I no era shaka, sinó que era un rei de l'Imperi Kuixan.

### Adopció
L'Astrofísic Meghnad Saha fou el líder del Comitè de la Reforma del Calendari que estava sota el paraigües del Concell de la Recerca Científica i Industrial. Aquest Comitè fou l'encarregat de preparar i acurar el calendari segons les evidències científiques que hauria caldria que s'adoptés a la totalitat de l'estat indi. Van estudiar 30 calendaris de diferents regions del país. Aquesta tasca es veié complicada per la seva integració als sentiments locals i religiosos. El primer ministre de l'India, Jawaharlal Nehru, va escriure al 1955 que:
"Ells (els diversos calendaris) representen les divisions polítiques del passat del país ... . Ara hem aconseguit la independència. per això és òbviament desitjable que hi hagi una uniformitat del calentari pels nostres propòsits socials i cívics, i aquest hauria de ser creat segons criteris científics".
Líndia va adoptar el Temps d'efemèrides indi des del 1960 seguint la resolució de la Unió Astronòmica Internacional en totes les seves Efemèrides nacionals per tal de tenir uniformitat amb les altres nacions.

## Festivitats relacionades amb el calendari shaka que es celebren a Catalunya
Segons l'Oficina d'Afers Religiosos de l'Ajuntament de Barcelona, a la ciutat es celebren les següents efemèrides que tenen a veure amb el calendari Shaka:
- Festival dels carros (Ratha Yatra) durant el mes d'ashada (finals de juny).[13]
- Durga Puja i Navaratri,[14] festes en honor a la deessa Durga. A la lluna plena d'aswin (final de setembre o inici d'octubre).[15]
- Maha Shivaratri, en honor a Xiva, durant la lluna minvant del mes de falguna (final de febrer).[16]
- Krishna Janmashtami, festa que commemora el naixement de Krixna a inicis de Bhadra (finals d'agost).[17][18] És una festivitat en la que també s'aixequen torres humanes, pel que s'ha relacionat amb els castells.[19]
- Holi, festa de fogueres i colors que celebra l'amor i l'inici de la primavera. Es celebra durant la lluna plena de falguna (final de març). També es celebra a altres poblacions.[20]
- Divali. Festa de les llums que celebra la prosperitat i la fecunditat durant l'Equinocci de tardor, a la lluna plena de kartika (fina d'octubre).[21]